# Влодзимеж Брус
Влодзимеж Брус (/bruːs/; польська: [vwoˌdΡʑimiʂ ˈbrus]; 23 серпня 1921, Плоцьк, Польська Республіка — 31 серпня 2007, Оксфорд, Велика Британія) — економіст і партійний функціонер у комуністичній Польщі. Він емігрував з Польщі у 1972 році, після польської політичної кризи 1968 року й усунення його від влади. Брус провів решту свого життя у Великій Британії.

## Життя й освіта
Брус народився у 1921 році, у єврейській родині у Плоцьку, у Польській Республіці. Після німецького вторгнення до Польщі у 1939 році втік у радянську окупаційну зону й оселився у Львові. Він продовжив навчання в Університеті Яна Казимира (нині Львівський університет), а потім у Ленінградському університеті (нині Санкт-Петербурзький державний університет) у Радянському Союзі. Потім переїхав до Саратова, де був викладачем у Комуністичному інтернаціоналі, а також працював на заводі.
Ближче до кінця війни Брус повернувся до Польщі разом з польською армією, контрольованою радянськими військами, і виявив, що його батьки та сестра були вбиті в концентраційному таборі Треблінка. Він зіткнувся зі своєю молодою єврейською дружиною Файгою (у той час Геленою Воліньською), яка, як він думав, теж загинула під час Голокосту. Але на той час вона вже була одружена з Францишеком Юзвяком, командиром Гвардії Людова, заступником міністра безпеки Польщі та першим комендантом комуністичної цивільної міліції (1945—1949).

## Кар'єра
Після війни Брус став керівником пропаганди у комуністичній Польській робітничій партії (ПРП). Він також написав докторську дисертацію з марксистського закону вартості, а потім почав викладати у Варшавському університеті. У 1952 році він написав пропагандистський підручник, в якому висловив захоплення працею Йосипа Сталіна «Економічні проблеми соціалізму». Він також атакував ідеї титоїзму, Владислава Гомулку, стверджуючи, що жоден з них не пропонує радянський шлях до соціалізму. У 1955 році Брус став заступником голови ради, який мав консультувати уряд Гомулки з економічних реформ, але з економічною стабілізацією, яка сталася після Познанського червня 1956 року, більшість пропозицій Ради проігнорували. У 1956 році він знову одружився з Воліньською, яку нещодавно звільнили з посади військового прокурора за звинуваченням у порушенні законності під час інсценованих судових процесів над польськими офіцерами, які часто призводили до розстрілів.
У 1961 році вийшла головна праця Бруса «Загальні проблеми функціонування соціалістичної економіки». У ній він стверджував, як і демократія, ринкові механізми є необхідністю шляху до соціалізму. У 1965 році він дав свідчення на захист Яцека Куроня та Кароля Модзелевського, яких судили за їхній «відкритий лист до партії» із закликом до демократичних реформ. Він також захищав Лешека Колаковського та Кшиштофа Помяна, коли їх виключили з партії, але у 1968 році Бруса виключили самого. З 1968 до 1972 рік Брус працював науковим співробітником у Варшавському університеті житлового будівництва та не мав права публікуватись під своїм справжнім ім'ям. У 1972 році він емігрував разом з Воліньською до Великої Британії, отримавши спочатку тимчасову посаду в Оксфордському коледжі Святого Антонія, ставши зрештою професором сучасних російських і східноєвропейських досліджень і професором Вольфсонського коледжу в Оксфорді. У його книзі «Socialist Ownership and Political Systems» (1975), за характеристикою Каґарлицького, «говориться, що у процесі соціалізації суспільство не може зробити негайно повного усуспільнення — з багатьох причин, технічних, організаційних». Процес складний, і в цьому процесі формується посередник в особі бюрократії, яка надає собі контроль над процесом, і, зрештою, спрямовує та деформує сам процес. І постає проблема, як подолати цього посередника (це якщо дуже спрощено викласти концепцію Бруса)".
У 1989 році разом із Казимиром Ласки він опублікував книжку «Від Маркса до ринку», у якій докази, викладені у праці Бруса 1961 року, було розширено.
Польська прокуратура видала європейський ордер на арешт його дружини Воліньський 20 листопада 2007 року.
Брус помер 31 серпня 2007 року. Могила Влодзимежа Бруса та Гелени Воліньської-Брус знаходяться на кладовищі Вулверкот в Оксфорді.

## Твори
- Функціонування соціалістичної економіки// Історія марксизму. Том 4. Марксизм сьогодні. Вип.1. / Пер. з іт. — М.: Прогрес, 1986. — Розсилається за спеціальним списком